# Manuel Štrlek
Manuel Štrlek (født 1. december 1988) er en kroatisk håndboldspiller, som spiller i Füchse Berlin, udlånt fra RK Nexe Našice, og for Kroatiens landshold. Han spiller venstre fløj.

## Håndboldkarriere

### Klubber
Štrlek spillede oprindeligt for RK Zagreb, som han var med til at gøre til kroatisk mester og pokalvinder i alle årene fra 2007 til 2012. I sommeren 2012 skiftede han til polske Vive Kielce, som han var med til at gøre til polsk mester og pokalvinder 2013-2018. Han var også med til at vinde EHF Champions League i 2016. Han skiftede derpå til ungarske Veszprém KC, som han var med til at gøre til ungarsk mester i 2019 og 2023 samt pokalvinder i 2021-2023. I sommeren 2023 skiftede han til kroatiske RK Nexe Našice, og i november 2024 blev han udlånt herfra til tyske Füchse Berlin som erstatning resten af sæsonen for svenske Jerry Tollbring.

### Landshold
Štrlek har siden 2010 spillet på det kroatiske landshold. Allerede ved sin første slutrunde, EM 2010 i Østrig, hvor Kroatien vandt sølv, blev han valgt som bedste venstre fløj. Han var også med til at vinde bronze ved EM 2012, VM-bronze 2013 samt EM-bronze 2016, hvor han igen blev valgt som turneringens bedste venstre fløj.
Han var desuden med ved to olympiske lege. Ved OL 2012 i London. Her vandt Kroatien alle kampe i sin indledende pulje og i kvartfinalen over Tunesien, inden det blev til semifinalenederlag til Frankrig, der senere vandt finalen over Sverige, mens Kroatien vandt bronze efter sejr i kampen om tredjepladsen mod Ungarn. Ved OL 2016 i Rio de Janeiro var han med til at blive nummer fem.